# یوسف ابوعوف
یوسف ابوعوف (انگلیسی: Youssef Abou Ouf; ۲۳ مارس ۱۹۲۴ – ۷ مارس ۱۹۸۸) بازیکن بسکتبال اهل مصر بود.